# ハドソン海峡

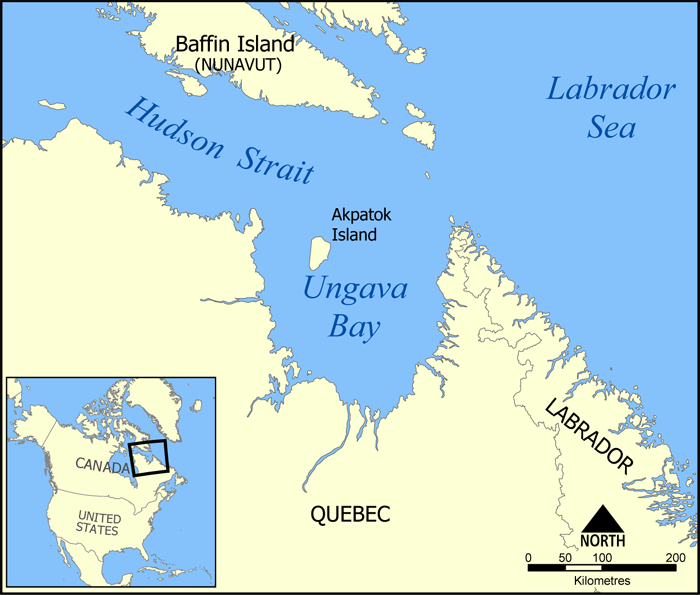
バフィン島の下からラブラドール海へ続く

ハドソン海峡（ハドソンかいきょう、Hudson Strait）とはハドソン湾と大西洋をつなぐ、東西に伸びた海峡。
北はバフィン島、南はケベック州のアンガヴァ半島。この海峡の東の入り口は、チドリー岬（Cape Chidley）とレゾリューション島。名称は1610年に北西航路探索の途中に、この海峡を発見した探険家ヘンリー・ハドソンにちなむ。